# Kolonnrum

Kolonnerna i en matris.

Ett kolonnrum är i linjär algebra alla linjärkombinationer av (även kallat spannet av) kolonnvektorerna i en matris. Om A är en m × n-matris är A:s kolonnrum ett underrum till ett m-dimensionellt vektorrum. Dimensionen av kolonnrummet kallas för matrisens rang.

## Definition
Låt A vara en matris med kolonnvektorerna {\displaystyle \mathbf {v} _{1},\mathbf {v} _{2},...,\mathbf {v} _{n}}. Kolonnrummet är då alla vektorer {\displaystyle \mathbf {u} } som kan skrivas som
{\displaystyle \mathbf {u} =b_{1}\mathbf {v} _{1}+b_{2}\mathbf {v} _{2}+...+b_{n}\mathbf {v} _{n}.}
Detta kan istället uttryckas som en matris-vektor-multiplikation:
{\displaystyle A{\begin{pmatrix}b_{1}\\b_{2}\\\vdots \\b_{n}\end{pmatrix}}=b_{1}\mathbf {v} _{1}+b_{2}\mathbf {v} _{2}+...+b_{n}\mathbf {v} _{n}}
med andra ord är kolonnrummet samma sak som värderummet till den linjära avbildning som matrisen representerar.

### Exempel
Antag att
{\displaystyle A={\begin{bmatrix}0&1\\2&0\\0&1\end{bmatrix}}}
Då leder multiplikationen av A med kolonnvektorn {\displaystyle \mathbf {x} ={\begin{bmatrix}x_{1}\\x_{2}\end{bmatrix}}} till vektorn
{\displaystyle A\mathbf {x} ={\begin{bmatrix}0&1\\2&0\\0&1\end{bmatrix}}{\begin{bmatrix}x_{1}\\x_{2}\end{bmatrix}}={\begin{bmatrix}x_{2}\\2x_{1}\\x_{2}\end{bmatrix}}}
där den andra koordinaten kan varieras fritt, men den första koordinaten måste vara lika med den tredje, vilket beskriver ett plan med ekvationen {\displaystyle x-z=0}, som alltså är kolonnrummet.

## Bas för kolonnrum
Kolonnvektorerna i matrisen A spänner upp kolonnrummet, men bildar inte nödvändigtvis en bas då kolonnerna kan vara linjärt beroende. Gausselimination kan användas för att överföra matrisen till en trappstegsmatris, vilket gör det möjligt att identifiera de kolonner som är beroende.